# Natàlia Lavrova
Natàlia Lavrova (en rus: Наталья Лаврова) (Penza, 4 d'agost de 1984 - Penza, 23 d'abril de 2010) fou una gimnasta rítmica russa, guanyadora de dues medalles olímpiques.

## Biografia
Va néixer el 4 d'agost de 1984 a la ciutat de Penza, població situada a l'óblast de Penza, que en aquells moments formava part de la República Socialista Federada Soviètica de Rússia (Unió Soviètica) i que avui en dia forma part de la Federació Russa.
Va morir el 23 d'abril de 2010 prop de la seva ciutat natal a conseqüència d'un accident de cotxe, en el qual també va morir la seva germana.

## Carrera esportiva
Va participar, als 16 anys, en els Jocs Olímpics d'Estiu de 2000 realitzats a Sydney (Austràlia), on va aconseguir guanyar la medalla d'or en la prova per equips de gimnàstica artística, un metall que aconseguí revalidar amb l'equip rus en els Jocs Olímpics d'Estiu de 2004 realitzats a Atenes (Grècia).
Al llarg de la seva carrera esportiva va guanyar quatre medalles d'or en el Campionat del Món de gimnàstica rítmica i dues medalles d'or en el Campionat d'Europa de la modalitat.